# حادثة العقداء
حادثة العقداء أو مؤتمر العقداءهو الاجتماع الذي عقده كل من عميروش آيت حمودة قائد الولاية الثالثة، والسي الحواس قائد الولاية السادسة، والحاج لخضر لعبيدي قائد الولاية الأولى وأمحمد بوقرة قائد الولاية الرابعة من 6-12 ديسمبر 1958 بنواحي الطاهير- جيجل وغاب عنه كل من العقيد علي كافي والعقيد لطفي وذلك لأسباب خاصة رغم قبولهما مبدأ المشاركة إلا أن عقداء الداخل واصلا مهمتهم وعقدوا اجتماعهم في الولاية الثانية. واعتبرت الحكومة المؤقته هذا الاجتماع بمثابة المؤامرة بعد الانتقادات التي وجهها العقداء للحكومة (الفشل الذريع في تسليح المعاقل)، ففكر العقداء في التنسيق فيما بينهم دون الاعتماد على الدعم الخارجي مثل (دعم الولاية الثالثة للولاية الأولى)، (اسناد الولاية الرابعة للولاية السادسة عسكريا)، والقضاء على المعاقل المضادة للثورة مثل حركة كوبيس، مجموعات بلونيس، شريف بن سعيدي.